# Estudi op. 25, núm. 4 (Chopin)

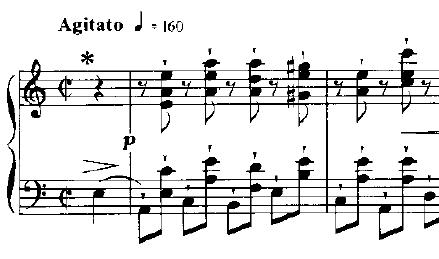
Inici de l'"Estudi op. 25 núm. 4"

L'"Estudi op. 25 núm. 4", en la menor, és un dels dotze Estudis op. 25 per a piano compostos per Frédéric Chopin. Destaca que al capdavant té la indicació de caràcter Agitato. La tècnica que Chopin explora en aquesta peça és l'exigència dels acords en staccato de la mà dreta fent contratemps, mentre l'esquerra fa un ritme regular. Aquest és un exemple de ritme sincopat. El constant staccato fa que aquesta peça sigui diferent de la resta dels estudis de Chopin, i, naturalment, fa que també sigui musicalment més difícil.
La mà esquerra salta intervals de fins a un interval de desena (una octava més una tercera) entre el baix i la nota més baixa del següent acord: això requereix una mà esquerra forta així com un bon cinquè dit. Molt sovint, cal que l'intèrpret ha de mantenir la nota més aguda de la mà dreta en legato sense deixar d'executar la resta de l'acord (i la mà esquerra) en staccato; també requereix una bona mà dreta i un bon cinquè dit. El final està marcat en "lento" i "pianissimo" i els acords estan tots en un ritme regular fet que contrasta amb la resta de la peça.